# Parque de animales de Djerma
El Parque de animales de Djerma es un zoológico que está situado en la comuna de Djerma, en la wilaya de Batna parte del país africano de Argelia.
El parque está situado al sur del Parque nacional de Belzma. Se compone de un pantano específico de esta región y fauna entre la que cabe destacar algunas especies que son endémicas del lugar. 
Es en este parque, y el de Belezma, que se celebra el Día Mundial de los Humedales en colaboración con el Centro de Conservación de Bosques Batna y el Departamento de Biología de la Universidad de Batna.